# Softbal op de Olympische Zomerspelen 2004
Softbal is een van de sporten die beoefend werden tijdens de Olympische Zomerspelen 2004 in Athene. De sport werd alleen door vrouwen beoefend op de Olympische Spelen. De acht deelnemende landen streden eerst een halve competitie tegen elkaar, waarbij ieder land eenmaal tegen elk ander land speelde. De beste vier landen kwalificeerden zich voor de halve finales.
De verliezer van de halve finale tussen de in de groepsfase als derde en vierde geëindigde teams (Japan and China) was uitgeschakeld, terwijl de winnaar om het brons mocht spelen tegen de verliezer van de andere halve finale. De verliezer (Japan) van deze bronzen finale kreeg het brons, de winnaar (Australië) speelde om de olympische titel in de gouden finale.

## Dames

### Groepsfase

#### Uitslagen
| datum       | tijd  | land             |   |   |    | land             |
| ----------- | ----- | ---------------- | - | - | -- | ---------------- |
| 14 augustus | 09:30 | Australië        | 4 | - | 2  | Japan            |
| 14 augustus | 12:00 | Italië           | 0 | - | 7  | Verenigde Staten |
| 14 augustus | 17:00 | Chinees Taipei   | 0 | - | 2  | Canada           |
| 14 augustus | 19:30 | Griekenland      | 0 | - | 5  | China            |
| 15 augustus | 09:30 | Chinees Taipei   | 0 | - | 6  | Japan            |
| 15 augustus | 12:00 | Italië           | 7 | - | 5  | China            |
| 15 augustus | 17:00 | Australië        | 0 | - | 10 | Verenigde Staten |
| 15 augustus | 19:30 | Canada           | 0 | - | 2  | Griekenland      |
| 16 augustus | 09:30 | China            | 4 | - | 2  | Canada           |
| 16 augustus | 12:20 | Verenigde Staten | 3 | - | 0  | Japan            |
| 16 augustus | 17:00 | Italië           | 1 | - | 2  | Griekenland      |
| 16 augustus | 19:30 | Chinees Taipei   | 0 | - | 1  | Australië        |
| 17 augustus | 09:30 | China            | 0 | - | 4  | Verenigde Staten |
| 17 augustus | 12:15 | Canada           | 1 | - | 0  | Japan            |
| 17 augustus | 17:00 | Chinees Taipei   | 2 | - | 0  | Griekenland      |
| 17 augustus | 19:30 | Australië        | 8 | - | 0  | Italië           |
| 18 augustus | 09:30 | Italië           | 0 | - | 1  | Chinees Taipei   |
| 18 augustus | 12:00 | Australië        | 5 | - | 0  | China            |
| 18 augustus | 17:00 | Canada           | 0 | - | 7  | Verenigde Staten |
| 18 augustus | 19:30 | Japan            | 6 | - | 0  | Griekenland      |
| 19 augustus | 09:30 | Chinees Taipei   | 0 | - | 1  | China            |
| 19 augustus | 12:00 | Griekenland      | 0 | - | 7  | Verenigde Staten |
| 19 augustus | 17:00 | Italië           | 0 | - | 1  | Japan            |
| 19 augustus | 19:30 | Australië        | 1 | - | 0  | Canada           |
| 20 augustus | 09:30 | Italië           | 0 | - | 1  | Canada           |
| 20 augustus | 12:00 | Chinees Taipei   | 0 | - | 3  | Verenigde Staten |
| 20 augustus | 17:00 | Griekenland      | 2 | - | 3  | Australië        |
| 20 augustus | 19:30 | China            | 0 | - | 2  | Japan            |

#### Eindstand
|   | land             | Gs | W | V | RF | RA | Ptn  | Gb |
| - | ---------------- | -- | - | - | -- | -- | ---- | -- |
| 1 | Verenigde Staten | 7  | 7 | 0 | 41 | 0  | 1000 | -  |
| 2 | Australië        | 7  | 6 | 1 | 22 | 14 | .857 | 1  |
| 3 | Japan            | 7  | 4 | 3 | 17 | 8  | .571 | 3  |
| 4 | China            | 7  | 3 | 4 | 15 | 20 | .429 | 4  |
| 5 | Canada           | 7  | 3 | 4 | 6  | 14 | .429 | 4  |
| 6 | Chinees Taipei   | 7  | 2 | 5 | 3  | 13 | .286 | 5  |
| 7 | Griekenland      | 7  | 2 | 5 | 6  | 24 | .286 | 5  |
| 8 | Italië           | 7  | 1 | 6 | 8  | 25 | .143 | 6  |

### Halve Finales
De winnaar van de wedstrijd tussen de Verenigde Staten (1e na de groepsfase) en Australië (2e) plaatste zich voor de finale. De verliezer van deze partij speelde een extra wedstrijd tegen de winnaar van de eliminatiewedstrijd tussen China (4e) en Japan (3e). De winnaar van deze extra wedstrijd ging ook naar de finale en de verliezer ontving het brons.
| datum       | tijd  | land             |   |   |   | land      |
| ----------- | ----- | ---------------- | - | - | - | --------- |
| 22 augustus | 09:30 | China            | 0 | - | 1 | Japan     |
| 22 augustus | 12:20 | Verenigde Staten | 5 | - | 0 | Australië |

### Bronzen finale
De verliezer Japan ontving het brons en de winnaar Australië mocht door naar de Gouden finale.
| datum       | tijd  | land  |   |   |   | land      |
| ----------- | ----- | ----- | - | - | - | --------- |
| 22 augustus | 17:00 | Japan | 0 | - | 3 | Australië |

### Gouden finale
| datum       | tijd  | land             |   |   |   | land      |
| ----------- | ----- | ---------------- | - | - | - | --------- |
| 23 augustus | 16:00 | Verenigde Staten | 5 | - | 1 | Australië |

| rang   | land | sporter(s) |
| ------ | ---- | --- |
| Goud   | USA  | Leah O'Brien, Laura Berg, Crystl Bustos, Jaime Clark, Lisa Fernandez, Jennie Finch, Tairia Flowers, Amanda Freed, Nicole Giordano, Lori Harrigan, Lovieanne Jung, Kelly Kretschman, Lauren Lappin, Jessica Mendoza, Stacy Nuveman, Catherine Osterman, Jenny Topping, Natasha Watley |
| Zilver | AUS  | Sandra Allen, Marissa Carpadios, Fiona Crawford, Amanda Doman, Peta Edebone, Tanya Harding, Natalie Hodgskin, Zara Mee, Simmone Morrow, Tracey Mosley, Stacey Porter, Melanie Roche, Natalie Titcume, Natalie Ward, Brooke Wilkins, Kerry Wyborn                                     |
| Brons  | JPN  | Emi Inui, Kazue Ito, Masumi Ishina, Emi Naito, Haruka Saito, Hiroko Sakai, Naoko Sakamoto, Rie Sato, Yuki Sato, Juri Takayama, Yukiko Ueno, Reika Utsugi, Eri Yamada, Noriko Yamaji                                                                                                  |
| 4      | CHN  | |
| 5      | CAN  | |
| 6      | TPE  | |
| 7      | GRE  | |
| 8      | ITA  | |

Atlanta 1996 · 
Sydney 2000 · 
Athene 2004 · 
Peking 2008 · 
Tokio 2020 · 
Los Angeles 2028 
Medaillewinnaars
Atletiek · Badminton · Basketbal · Boksen · Boogschieten · Gewichtheffen · Gymnastiek · Handbal · Hockey · Honkbal · Judo · Kanovaren · Moderne vijfkamp · Paardensport · Roeien · Schermen · Schietsport · Schoonspringen · Softbal · Synchroonzwemmen · Taekwondo · Tafeltennis · Tennis · Triatlon · Voetbal · Volleybal · Waterpolo · Wielersport · Worstelen · Zeilen · Zwemmen